# 1300

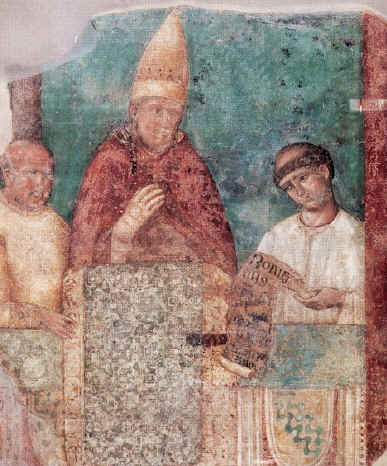
Bonifatius VIII roept het Heilig Jaar uit

Het jaar 1300 is het 100e jaar in de 13e eeuw volgens de christelijke jaartelling.

## Gebeurtenissen
januari
- 6 - In de strijd tussen Frankrijk en Vlaanderen komt het tot een voor de Fransen gunstige wapenstilstand.
- 18 - Diether van Nassau wordt door paus Bonifatius VIII benoemd tot aartsbisschop van Trier

februari
- 22 - In de bul Antiquorum habet roept paus Bonifatius VIII 1300 uit tot het eerste Heilig Jaar. Personen die gedurende dit jaar een voldoende aantal pelgrimstochten naar de basilieken rond Rome volbrengen, krijgen volledige aflaat.
- februari - Als Albrecht I van Habsburg probeert om zijn zoon Rudolf tot enige hertog van Oostenrijk benoemd te krijgen, wordt dit tegengewerkt door de geestelijke keurvorsten en breekt er een militair conflict uit.

maart
- 1 - In de bul Nuper per alias worden personen die de paus als 'vijanden van de kerk' beschouwt uitgesloten van het ontvangen van een aflaat in het kader van Antiquorum habet.

mei
- 25 - Rudolf van Oostenrijk trouwt met Blanche van Frankrijk.
- mei - Gwijde van Dampierre en zijn twee oudste zonen Robrecht III van Béthune en Willem van Crèvecœur worden gevangen gezet door Filips IV van Frankrijk.

juni
- 15 - Stichting van de stad Bilbao.

juli
- juli - Uitbarsting van de Hekla.

augustus
- augustus - Wenceslaus II, koning van Bohemen en groothertog van Polen, wordt ook in Polen tot koning gekroond door aartsbisschop Jakub Świnka.

september
- 1 september - De Universiteit van Lleida wordt gesticht.

zonder datum
- Vlaanderen wordt onder direct koninklijk gezag geplaatst, onder bestuur van landvoogd Jacob van Châtillon
- Amalrik van Tyrus onderneemt een poging Tartous te heroveren voor Hendrik II van Cyprus. Omdat de geplande hulp van Il-khan Ghazan uitblijft, mislukt dit.

## Opvolging
- Dominicanen (magister-generaal) - Albertus de Chiavari als opvolger van Niccolò Boccasini

## Geboren
- 1 februari - Bolko II van Ziębice, Pools edelman
- 1 juni - Thomas van Brotherton, Engels prins en edelman
- 27 september - Adolf, paltsgraaf aan de Rijn
- rond 20 oktober - Jan III van Brabant, hertog van Brabant en Limburg (1312-1355)
- Hendrik van Sausenberg, Duits edelman
- Trần Minh Tông, keizer van Vietnam (1314-1329)
- Bolko II van Opole, Pools edelman (jaartal bij benadering)
- Jaunutis, grootvorst van Litouwen (1341-1345) (jaartal bij benadering)
- Johanna van Pfirt, echtgenote van Albrecht II van Oostenrijk (jaartal bij benadering)
- Johannes Tauler, Duits mysticus (jaartal bij benadering)
- Willem van Lüneburg, Duits edelman (jaartal bij benadering)

## Overleden
- rond 28 augustus - Guido Cavalcanti, Florentijns dichter
- 6 december - Petrus Paschasius, Spaans theoloog
- december - Jean de Montfort-Castres, Frans edelman
- Albrecht III van Brandenburg, Duits edelman
- Herman VIII van Baden-Pforzheim, Duits edelman
- Johan I van Neurenberg, Duits edelman
- Adenet le Roi, Brabants minstreel (jaartal bij benadering)
- Mercadera, Aragonese volksheldin (jaartal bij benadering)

## Trivia
- De goddelijke komedie van Dante speelt in de paastijd van 1300.